# Zbigniew Kornberger

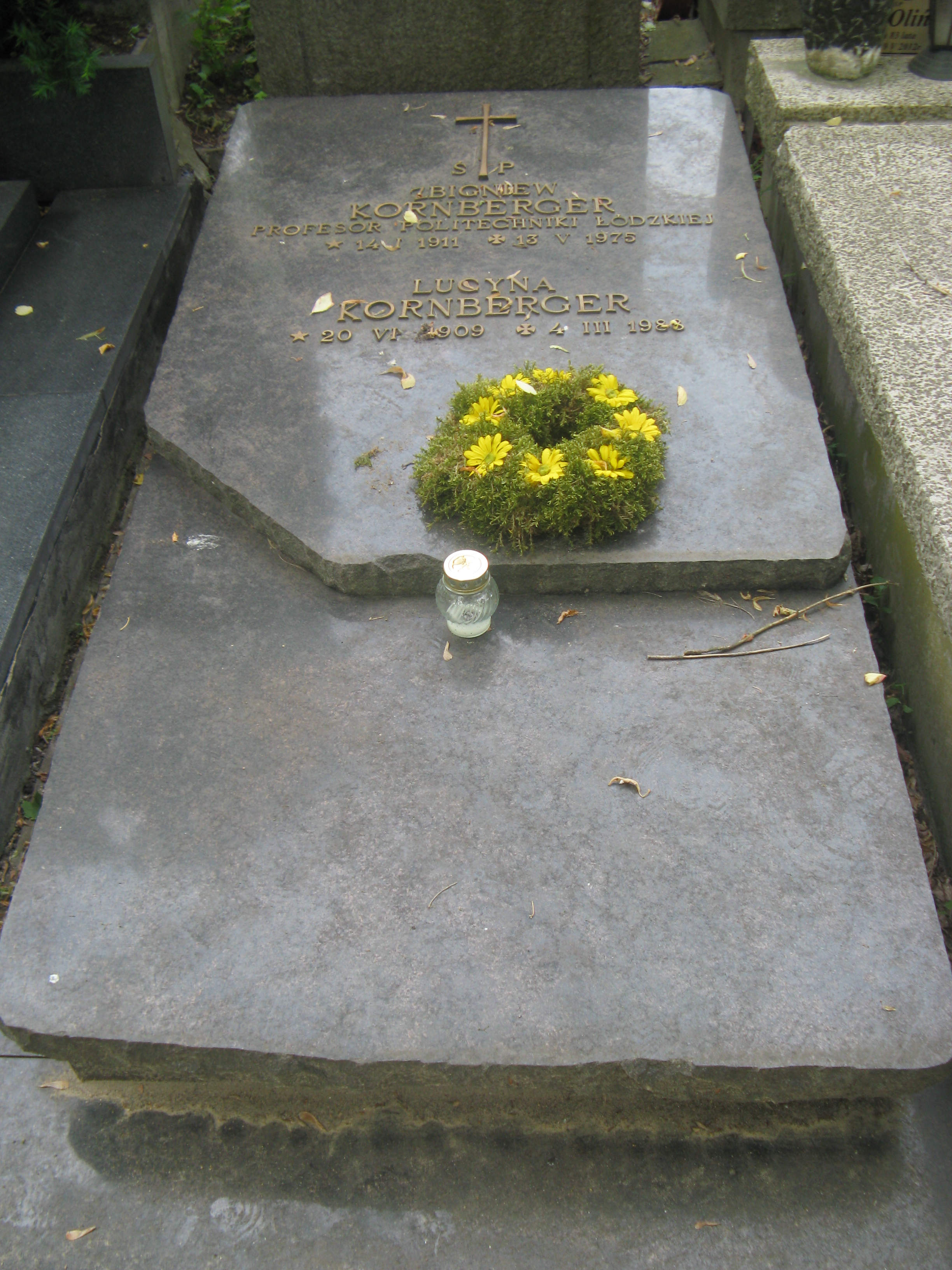
Grób Zbigniewa Kornbergera na Cmentarzu Powązkowskim

Zbigniew Kornberger (ur. 14 stycznia 1911 w Warszawie, zm. 13 maja 1975) – polski specjalista w dziedzinie technologii budowy maszyn, profesor Politechniki Łódzkiej.

## Życiorys
Studia wyższe ukończył w roku 1937 na Wydziale Mechanicznym Politechniki Warszawskiej. Jeszcze w czasie studiów w 1934 roku został asystentem w Katedrze Części Maszyn, gdzie pracował do 1939 roku.
W czasie wojny przebywał w Anglii pracując w Wojskowym Instytucie Technicznym. Po powrocie do Polski pracował w przemyśle na stanowisku dyrektora technicznego Wytwórni Sprzętu Mechanicznego. Równocześnie od 1946 roku rozpoczął pracę w Katedrze Obróbki Metali Politechniki Łódzkiej. W 1955 roku podjął zadanie zorganizowania Katedry Technologii Budowy Maszyn i został jej kierownikiem, a po reorganizacji w 1970 roku został powołany na dyrektora Instytutu Obrabiarek i Technologii Budowy Maszyn. W latach 1958–1959 był prorektorem Politechniki Łódzkiej.
Był specjalistą w dziedzinie technologii budowy maszyn. Wypromował 5 doktorów. Pozostawił po sobie bogaty dorobek autorski w postaci 3 podręczników, książki
monograficznej, wielu rozpraw i artykułów.
Specjalizując się w dziedzinie przekładni ślimakowych opracował typoszereg wysokosprawnych reduktorów ślimakowych, współpracował przy uruchomieniu produkcji silnika S-60 i opracowaniu procesów wytwarzania zespołów napędowych dla przemysłu motoryzacyjnego. Był działaczem Sekcji Obrabiarek i Narzędzi SIMP; w latach 1963–1972 był przewodniczącym oraz delegatem SIMP do Rady Głównej NOT.